# Nanosaphes
Nanosaphes (лат.) — род жуков-водолюбов подсемейства из Acidocerinae (Hydrophilidae). 4 вида.

## Распространение
Неотропика: Бразилия (Пара), Гайана, Суринам.

## Описание
Жуки-водолюбы мелких размеров, длина тела от 1,15 до 1,45 мм (это самые мелкие Acidocerinae). В усиках 8 члеников. Формула лапок равна 5-5-5. Тело овальное, с параллельными сторонами, в целом умеренно выпуклое. Цвет тела коричневый. У некоторых видов Nanosaphes разные области тела (голова, переднеспинка, надкрылья) имеют разную окраску. Передняя поверхность задних бёдер в базальной части густо покрыта опушением. Виды связаны с окраинами ручьёв, особенно там, где есть песчаные отмели и корни.

## Классификация
В составе Nanosaphes описано 4 вида. Включён в состав родовой группы Tobochares group.
- Nanosaphes castaneus  Girón & Short, 2018
- Nanosaphes hesperus  Girón & Short, 2018
- Nanosaphes punctatus  Girón & Short, 2018
- Nanosaphes tricolor  Girón & Short, 2018